# 堪察加擬圓鰭魚
堪察加擬圓鰭魚，為輻鰭魚綱鮋形目杜父魚亞目絨杜父魚科的其中一種，為溫帶海水魚，分布於西北太平洋堪察加半島海域，棲息深度76-150公尺，在頭部與身體具有些許腫塊與似皮革的小瘤，體長可達6.4公分，棲息在岩石底質底層水域，生活習性不明。

## 扩展阅读
維基物種上的相關：堪察加擬圓鰭魚